# 香港中學文憑考試數學科延伸部分
數學科延伸部分，又称數學科延伸單元、數學科延伸课程、數延、M1M2，是香港中學文憑考試數學科的選修部分，是一門高等數學課程。數學科延伸部分在2024年前不被視為獨立科目，地位低於普通選修科，一些大專理科課程會計算延伸部分之成績甚至有較高的比重，醫學、法律等學系則不會獨立計算。在2024年後各大專院校則視為選修科。
數學延伸部份分為單元一（M1，微積分與統計）及單元二（M2，代數與微積分）。文憑試考生可以選擇不修讀延伸部分、只修讀單元一或只修讀單元二，但不可以同時修讀單元一和單元二。

## 課程產生源起及經過
1997年，香港課程發展議會成立全面檢討幼稚園至預科數學課程的專責委員會，該委員會在2000年1月發表《數學課程全面檢討報告》。報告稱香港高中數學課程過於艱深、時間緊迫、有欠靈活及內容重疊不連貫——
- 「香港高級程度會考應用數學科」試卷二中的統計學及數值分析單元和「香港高級補充程度會考數學與統計學」課程統計學單元內容重疊；
- 「香港高級補充程度會考數學與統計學」和「香港中學會考附加數學科」各自的微積分學部份課程內容重疊；
- 「香港高級程度會考純粹數學科」是「香港中學會考附加數學科」的延續。

對於會考及預科的數學課程，報告建議應重新編排：為消除標籤效應，取消香港中學會考附加數學科，只設一個數學科，分為基礎部分、非基礎部分及增潤項目，而預科各數學科內容調整為四個數學單元和兩個統計學單元，並且為令文科生在預科階段能繼續修讀數學，可以將數學科分為「核心」及「延伸」課程。
教育統籌委員會在2000年9月向政府提交報告，建議高中改為三年，於是同年12月教統會成立工作小組檢討高中學制。2003年5月，該小組發表《高中學制檢討報告》，規劃新高中下一般學生修讀四個必修及兩個選修科。其中數學設必修科「普通數學」及兩個選修科「數學與統計」及「高等數學」。選修科的程度約等於高級補充程度，前者是為修讀文科及非物理科學生設計，使其在商業及社會科學等領域掌握分析資料能力，後者為修讀理科學生設計，使其能在物理科學、工程和科技領域繼續進修。數學的必修和選修科各佔高中課時的10%。
2004年4月，課程發展議會的數學課程委員會，建議新高中下的數學科，為不佔去一個選修科位置，採用「一科多單元」模式，改為必修和延伸部分，必修部分佔課時10%至12.5%，學生可修讀一至兩個延伸部分，核心加一個延伸部分佔課時的12.5%至15%，加兩個延伸部分則佔15%至18%。
2004年10月，李國章任局長的教育統籌局，發表《改革高中及高等教育學制－對未來的投資》諮詢文件，將數學科改為只可選修一個延伸部分，核心加一個延伸部分佔課時15%。同時課程發展議會與香港考試及評核局編訂《新高中課程核心及選修科目架構建議》，提出數學科的各部分初步內容。
2005年6月，課程發展議會與香港考試及評核局編訂《數學教育學習領域·新高中課程及評估架構建議－數學科：第二次諮詢稿》，提出完整課程綱要，並確定兩個延伸單元名稱。
2007年1月，課程發展議會與香港考試及評核局編訂的《數學科課程及評估指引（中四至中六）》，確定必修及延伸部分課程內容，必修部分佔270小時，延伸部分各佔135小時。
2013年，數學科課程進行第一次修訂，回應教學課時不足及課程深度和廣度的問題，削減必修部分和延伸部分課程，課時分別縮減至250小時及125小時，修訂課程在2016年文憑試實施。
經過2014年11月至2015年4月新學制中期檢討，2017年，數學科的必修和延伸部分作第二次修訂，刪減及調整課程。這次修訂的延伸部分課程在2022年文憑試實施，必修部分在2026年文憑試實施。
2023年，教育局聲稱為了吸引更多學生修讀延伸部分，及照顧「學習多樣性」，將會「優化」延伸部分，包括在2027年的考試中，將甲部的短題目改為「簡單短題目」，並會研究將課程內容劃分為「基礎」和「非基礎」課題的可行性和有效性。

## 课程设计及内容
在香港教育制度，數學科是高中核心科目，分为「必修部分」、「單元一：微積分與統計」和「單元二：代數與微積分」。必修部分的設立原意是供將來不打算攻讀對數學水平有要求的學系、或是數學能力較低的高中學生修讀，程度屬基礎，強制所有高中學生學習和應考；單元一和單元二屬於延伸部分，設立原意是供需要掌握更多數學知識的學生修讀，程度比必修部分深奧。
按數學教育專家、香港中文大學教授黃毅英分析，數學科延伸部分的程度，僅相當於香港中學會考附加數學科。
單元一对应三三四高中教育改革前「香港中學會考附加數學科」，以及「香港高級程度會考應用數學科」試卷二中的統計學及數值分析部份（但不包括該科的卷一的向量、微分方程及理論力學。）和「香港高級補充程度會考數學與統計學」。这个单元適合將來進修或工作時需要更多數學知識的高中學生，課程分為「基礎知識」、「微積分」、「統計」三個領域，圍繞應用數學，強調數學的應用性而非嚴謹性，偏重方法而非理論。具體課題有：
| 領域              | 課題                                                                                 |
| ----------------- | ------------------------------------------------------------------------------------ |
| 「基礎知識」 領域 | - 二項展式 - 指數函數及對數函數                                                      |
| 「微積分」領域    | - 求導法及應用 - 積分法及應用                                                        |
| 「統計」領域      | - 進階概率論 - 二項分佈、幾何分佈、泊松分佈及正態分佈，以及其應用 - 點估計及區間估計 |

單元二对应三三四高中教育改革前「香港中學會考附加數學科」，以及「香港高級程度會考純粹數學科」。这个单元適合將來計劃從事數學相關工作的高中學生，課程分為「基礎知識」、「微積分」、「代數」三個領域，圍繞數學理論，強調對數學本身的理解，偏重理論而非方法。具體課題有：
| 領域              | 課題 |
| ----------------- | --- |
| 「基礎知識」 領域 | - 根式 (2022年DSE起取消) - 奇函數與偶函數(2022年DSE起新增) - 數學歸納法 - 二項式定理 - 續三角函數（課程中的「續」為必修部分的三角學） - 自然對數函數的底數{\displaystyle e}的簡介 |
| 「微積分」領域    | - 極限 - 求導法及應用 - 積分法及應用 |
| 「代數」領域      | - 矩陣與線性方程組 - 向量的概念、性質、運算及應用 |

當中，三維向量課題早在2006年香港高級程度會考純粹數學科起取消，而在延伸單元二重新推出，但只有簡短介紹。

### 教學時數
按2018年修訂課程，單元一和單元二教學時數如下：
| 時數         | 單元一 | 單元二 |
| ------------ | ------ | ------ |
| 總時數       | 125    | 125    |
| 基礎知識     | 11     | 25     |
| 代數         | 0      | 34     |
| 微積分       | 51     | 59     |
| 統計         | 56     | 0      |
| 進階學習單位 | 7      | 7      |

### 比較舊制教學時數
以下按課題大致劃分舊制各科高等數學的教學時數。當時課程文件以教學節數計算，每節時長40分鐘，下表將單位轉為小時。
基礎部分，涵蓋數學科延伸部分的基礎知識的課題和必修部分的課題，以及屬於數學基礎的集合論和基本邏輯。下表中包括附加數學科的數學歸納法、二項式定理、二次方程及二次函數、三角，純粹數學科的代數中的數學語言、函數、數學歸納法、二項式定理，數學與統計學科的排列和組合、二項展式、指數函數、對數函數。至於附加數學科和純粹數學科的的複數和不等式，及應用數學科的排列組合，其範圍和程度都明顯超出文憑試數學科必修部分對應課題，不計入基礎部分，而是分別計入代數部分和概率與統計部分。
微積分，包括應用數學科的向量（主要為向量微積分）、微分方程。
| 時數       | 附加數學科 | 純粹數學科 | 應用數學科 | 數學與統計學科 |
| ---------- | ---------- | ---------- | ---------- | -------------- |
| 總時數     | 126 2/3    | 240        | 248        | 120            |
| 基礎部分   | 32         | 42         | 0          | 18             |
| 代數       | 26 2/3     | 81 1/3     | 0          | 0              |
| 微積分     | 42 2/3     | 96         | 48         | 42             |
| 概率與統計 | 0          | 0          | 58 2/3     | 60             |
| 解析幾何   | 25 1/3     | 20 2/3     | 0          | 0              |
| 數值方法   | 0          | 0          | 33 1/3     | 0              |
| 理論力學   | 0          | 0          | 108        | 0              |

### 數學科延伸單元缺少的舊制課程內容
以下是在數學科延伸單元所缺少的內容，但包含在附加數學科、純粹數學科、高級程度應用數學科的1992年課程，及數學與統計學科的1991年的課程之中。
| 內容 | 附加數學科 | 純粹數學科 | 應用數學科 | 數學與統計學科 |
| --- | ---------- | ---------- | ---------- | -------------- |
| 數學基礎 |            |            |            |                |
| 集合語言：子集、母集、冪集、積集、等集、不相交集 | 无         | 有         | 无         | 无             |
| 基本邏輯：命題、真值、否定式、條件式、雙條件式、等價語句、蘊合式、量詞、例、反例 | 无         | 有         | 无         | 无             |
| 充份條件、必要條件、充要條件 | 无         | 有         | 无         | 无             |
| 反證法 | 无         | 有         | 无         | 无             |
| 數學歸納法 |            |            |            |                |
| 應用於整除性、遞推序列的公式的證明 | 有         | 有         | 无         | 无             |
| 用反向歸納法證明算術幾何平均不等式 | 无         | 有         | 无         | 无             |
| 不等式 |            |            |            |                |
| 絕對不等式 | 有         | 有         | 无         | 无             |
| 算術幾何平均不等式 | 无         | 有         | 无         | 无             |
| 柯西-施瓦茲不等式 | 无         | 有         | 无         | 无             |
| 解含絕對值不等式 | 有         | 有         | 无         | 无             |
| 解{\displaystyle (ax+b)/(cx+d)\geq k}的不等式 | 有         | 有         | 无         | 无             |
| 解一元高次不等式、{\displaystyle P(x)/Q(x)\geq 0}的不等式 | 无         | 有         | 无         | 无             |
| 一元實係數多項式 |            |            |            |                |
| 次數的性質：{\displaystyle \deg\{f(x)g(x)\}=\deg f(x)+\deg g(x)}, {\displaystyle \deg\{f(x)+g(x)\}\leq \max\{\deg f(x),\deg g(x)\}} | 无         | 有         | 无         | 无             |
| 一元高於二次方程的係數和根的關係 | 无         | 有         | 无         | 无             |
| 相異根的數目不多於多項式的次數 | 无         | 有         | 无         | 无             |
| 整係數多項式有有理數根的必要條件（艾森斯坦判別法） | 无         | 有         | 无         | 无             |
| k重根的條件，以多項式和其各階導數的共根描述 | 无         | 有         | 无         | 无             |
| 向量 |            |            |            |                |
| {\displaystyle \mathbb {R} ^{2},\mathbb {R} ^{3}} 中向量的方向比、方向餘弦、方向角 | 无         | 有         | 有         | 无             |
| {\displaystyle \mathbb {R} ^{2}}中向量分解為2個非共綫向量分量，{\displaystyle \mathbb {R} ^{3}} 中向量分解為3個非共面向量分量 | 无         | 有         | 有         | 无             |
| 拉密定理 | 无         | 无         | 有         | 无             |
| 向量值函數的微分法和積分法，純量倍數、純量積和向量積的微分法則 | 无         | 无         | 有         | 无             |
| 極坐標的向量：沿徑向量{\displaystyle {\hat {e}}_{r}}及橫截向量{\displaystyle {\hat {e}}_{\theta }}，並其微分 {\displaystyle {\frac {d{\hat {e}}_{r}}{dt}}={\frac {d\theta }{dt}}{\hat {e}}_{\theta }}, {\displaystyle {\frac {d{\hat {e}}_{\theta }}{dt}}=-{\frac {d\theta }{dt}}{\hat {e}}_{r}}.                                                           | 无         | 无         | 有         | 无             |
| 向量的線性相關性 | 无         | 有         | 无         | 无             |
| {\displaystyle \mathbb {R} ^{2},\mathbb {R} ^{3}} 中綫性相關向量分別為共綫及共面 | 无         | 有         | 无         | 无             |
| {\displaystyle \mathbb {R} ^{3}}的直綫的兩點式、對稱式、參數式 | 无         | 有         | 无         | 无             |
| 以法綫和平面上一點求平面方程 | 无         | 有         | 无         | 无             |
| 從平面的通式求一點至一平面的距離 | 无         | 有         | 无         | 无             |
| 兩平面的夾角，兩平面的平行條件，平分兩平面夾角的平面方程，兩平面的相交綫的方向比 | 无         | 有         | 无         | 无             |
| 一直綫和一平面平行條件、垂直條件、夾角 | 无         | 有         | 无         | 无             |
| 兩直綫共面條件 | 无         | 有         | 无         | 无             |
| 純量三重積{\displaystyle \mathbf {a} \cdot (\mathbf {b} \times \mathbf {c} )}和向量三重積{\displaystyle \mathbf {a} \times (\mathbf {b} \times \mathbf {c} )} | 无         | 有         | 有         | 无             |
| 矩陣 |            |            |            |                |
| {\displaystyle \mathbb {R} ^{2}}上的幾何變換（反射、旋轉、位移、放大）的矩陣 | 无         | 有         | 无         | 无             |
| 從二元及三元綫性方程組的解有否存在性和唯一性，討論方程的幾何意義 | 无         | 有         | 无         | 无             |
| 複數 |            |            |            |                |
| 阿根圖、複數z的模{\displaystyle \|z\|}、輻角{\displaystyle \arg z}、共軛複數{\displaystyle {\overline {z}}} | 有         | 有         | 无         | 无             |
| 複數的極形式 {\displaystyle z=r(\cos \theta +i\sin \theta )} ，極形式的乘法和除法 | 有         | 有         | 无         | 无             |
| 模和輻角的性質： {\displaystyle \|z_{1}z_{2}\|=\|z_{1}\|\|z_{2}\|}, {\displaystyle \arg z_{1}z_{2}=\arg z_{1}+\arg z_{2}+2k\pi } | 有         | 有         | 无         | 无             |
| 複數實部和虛部的性質 {\displaystyle \|\operatorname {Re} z\|\leq \|z\|}, {\displaystyle \|\operatorname {Im} z\|\leq \|z\|} | 无         | 有         | 无         | 无             |
| 複數模的三角不等式{\displaystyle \|z_{1}+z_{2}\|\leq \|z_{1}\|+\|z_{2}\|} | 无         | 有         | 无         | 无             |
| 共軛複數的運算性質 | 有         | 有         | 无         | 无             |
| 實係數多項式若有一非實數根，則其共軛複數也為根。 | 无         | 有         | 无         | 无             |
| 複數的簡單幾何應用 | 有         | 有         | 无         | 无             |
| 複數的幾何應用：複數{\displaystyle z_{1},z_{2},z_{3}}適合{\displaystyle z_{1}^{2}+z_{2}^{2}+z_{3}^{2}=z_{1}z_{2}+z_{2}z_{3}+z_{3}z_{1}}當且僅當其為一個等邊三角形的頂點 | 无         | 有         | 无         | 无             |
| 阿根圖上的軌跡 | 有         | 有         | 无         | 无             |
| 有理數指數的棣美弗定理 | 有         | 有         | 无         | 无             |
| 棣美弗定理於三角函數恆等式的應用 | 无         | 有         | 无         | 无             |
| 1的 n 次根及其幾何解釋 | 有         | 有         | 无         | 无             |
| 複數的 n 次根及其幾何解釋 | 无         | 有         | 无         | 无             |
| 二項式定理 |            |            |            |                |
| 二項展式中的最大項和最大係數 | 无         | 有         | 无         | 无             |
| 二項式定理的應用：求近似值 | 无         | 有         | 无         | 无             |
| 二項式係數的簡單性質，例如： {\displaystyle C_{0}^{n}+C_{1}^{n}+\cdots +C_{n}^{n}=2^{n}}, {\displaystyle {n \choose 0}^{2}+{n \choose 1}^{2}+\cdots +{n \choose n}^{2}={\frac {(2n)!}{(n!)^{2}}}} | 无         | 有         | 无         | 无             |
| 非正整數指數的二項式定理及在{\displaystyle \|x\|<1}區間收斂 | 无         | 无         | 无         | 有             |
| 序列及級數 |            |            |            |                |
| 序列及級數的運算 | 无         | 有         | 无         | 无             |
| 級數求和法：數學歸納法、裂項求和法、以輔助方程求綫性遞推定義的級數 | 无         | 有         | 无         | 无             |
| 序列及級數的極限 | 无         | 有         | 无         | 无             |
| 極限 |            |            |            |                |
| 左極限和右極限 | 无         | 有         | 无         | 无             |
| 直觀認識函數連續性（不包括ε-δ嚴格定義） | 无         | 有         | 无         | 无             |
| 以極限判定函數在一點連續及在區間內連續 | 无         | 有         | 无         | 无             |
| 連續函數的和、積、複合為連續 | 无         | 有         | 无         | 无             |
| 連續函數在閉區間上有界 | 无         | 有         | 无         | 无             |
| 介值定理的直觀認識及應用 | 无         | 有         | 无         | 无             |
| 微分 |            |            |            |                |
| 函數的可微性定義：{\displaystyle \lim _{x\to a}{\frac {f(x)-f(a)}{x-a}}}存在 | 无         | 有         | 无         | 无             |
| 連續性是可微性的必要條件 | 无         | 有         | 无         | 无             |
| 用微增量求函數的近似值 | 有         | 无         | 无         | 无             |
| 高階導數 | 有         | 有         | 无         | 无             |
| 萊布尼茲定理 {\displaystyle {\frac {d^{n}}{dx^{n}}}(uv)=\sum _{r=0}^{n}C_{r}^{n}u^{(r)}v^{(n-r)}} | 无         | 有         | 无         | 无             |
| 用萊布尼茲定理求函數的高階導數，包括隱函數 | 无         | 有         | 无         | 无             |
| 洛爾定理和中值定理的直觀認識及應用 | 无         | 有         | 无         | 无             |
| 洛必達法則 | 无         | 有         | 无         | 无             |
| 積分 |            |            |            |                |
| 定積分不等式性質： {\displaystyle f(x)\geq g(x)}在[a,b]上，則{\displaystyle \int _{a}^{b}f(x)dx\geq \int _{a}^{b}g(x)dx} {\displaystyle \|f(x)\|\leq \phi (x)}在[a,b]上，則{\displaystyle \left\|\int _{a}^{b}f(x)dx\right\|\leq \int _{a}^{b}\phi (x)dx}                                                                                                   | 无         | 有         | 无         | 无             |
| 積分中值定理 | 无         | 有         | 无         | 无             |
| 積分第一基本定理： {\displaystyle f(x)}在[a,b]連續，{\displaystyle F(x)=\int _{a}^{x}f(t)dt,a\leq x\leq b}, 則{\displaystyle F(x)}在[a,b]連續，在(a,b)上可微，{\displaystyle F'(x)=f(x)}. | 无         | 有         | 无         | 无             |
| 應用定積分證明一些無窮級數的極限 | 无         | 有         | 无         | 无             |
| 不定積分公式及對應導數： {\displaystyle \int \sec x\tan xdx=\sec x+c} {\displaystyle \int \operatorname {cosec} x\cot xdx=-\operatorname {cosec} x+c} {\displaystyle \int \operatorname {cosec} xdx=-\cot x+c} | 有         | 有         | 无         | 无             |
| 不定積分公式： {\displaystyle \int \tan xdx=\ln \|\sec x\|+c} {\displaystyle \int \cot xdx=\ln \|\sin x\|+c} | 无         | 有         | 无         | 无             |
| 用t-公式（即{\displaystyle t=\tan {\frac {x}{2}}}代入法）計算三角函數積分 | 有         | 有         | 无         | 无             |
| 用以微分證明的歸約公式計算三角函數積分 | 有         | 有         | 无         | 无             |
| 用從分部積分得出的歸約公式計算三角函數積分 | 无         | 有         | 无         | 无             |
| 用部分分數計算有理代數函數的積分 | 无         | 有         | 无         | 无             |
| 第一類廣義積分： {\displaystyle \int _{a}^{\infty }f(x)dx}, {\displaystyle \int _{-\infty }^{b}f(x)dx} 第二類廣義積分： {\displaystyle \int _{a}^{b}f(x)dx} 當{\displaystyle f(x)}在a或b趨向正或負無窮時 | 无         | 有         | 无         | 无             |
| 定積分用於求以參數方程或極形式給出的曲綫所圍的面積 | 无         | 有         | 无         | 无             |
| 定積分用於求曲綫（顯函數、參數方程或極形式）的弧長 | 无         | 有         | 无         | 无             |
| 定積分用於外殼法求旋轉體體積 | 无         | 有         | 无         | 无             |
| 定積分用於求旋轉體的表面積 | 无         | 有         | 无         | 无             |
| 用定積分轉換求級數和的極限 | 无         | 有         | 无         | 无             |
| 平面解析幾何 |            |            |            |                |
| 頂點為{\displaystyle (x_{1},y_{1}),\ldots ,(x_{n},y_{n})}（逆時針方向）的多邊形面積公式： {\displaystyle {\frac {1}{2}}{\begin{vmatrix}x_{1}&y_{1}\\\vdots &\vdots \\x_{n}&y_{n}\\x_{1}&y_{1}\end{vmatrix}}:={\frac {1}{2}}\sum _{i=1}^{n}{\begin{vmatrix}x_{i}&y_{i}\\x_{i+1}&y_{i+1}\end{vmatrix}}}, 其中{\displaystyle (x_{n+1},y_{n+1})=(x_{1},y_{1})}. | 有         | 有         | 无         | 无             |
| 兩相交直綫的交角公式及角平分綫方程 | 有         | 有         | 无         | 无             |
| 直綫的法綫式 | 有         | 有         | 无         | 无             |
| 兩平行直綫之間的距離 | 有         | 有         | 无         | 无             |
| 直綫族及圓族 | 有         | 有         | 无         | 无             |
| 極坐標與直角坐標相互轉換 | 无         | 有         | 无         | 无             |
| 極坐標系的曲綫描繪：直綫、圓、拋物綫、心臟綫、玫瑰曲綫 | 无         | 有         | 无         | 无             |
| 圓錐曲綫的直角坐標系的標準方程和參數方程 | 有         | 有         | 无         | 无             |
| 在直角坐標系上的軌跡：橢圓、雙曲綫、拋物綫，以幾何性質刻劃 | 有         | 有         | 无         | 无             |
| 在直角坐標系上的一般運動的軌跡 | 有         | 有         | 有         | 无             |
| 在極坐標系上的一般運動的軌跡 | 无         | 无         | 有         | 无             |
| 求平面曲綫的參數式 | 有         | 有         | 无         | 无             |
| 以參數式定義的平面曲綫的切綫 | 无         | 有         | 无         | 无             |
| 平面曲綫的法綫 | 有         | 有         | 无         | 无             |
| 以隱函數或參數式定義的平面曲綫的法綫 | 无         | 有         | 无         | 无             |
| 微分方程 |            |            |            |                |
| 一階微分方程 | 无         | 无         | 有         | 无             |
| 可分變量微分方程的解 | 无         | 无         | 有         | 无             |
| 綫性微分方程{\displaystyle {\frac {dy}{dx}}+p(x)y=q(x)}的解 | 无         | 无         | 有         | 无             |
| 可分變量微分方程的解 | 无         | 无         | 有         | 无             |
| 二階微分方程分類 | 无         | 无         | 有         | 无             |
| 疊合原理 | 无         | 无         | 有         | 无             |
| 二階微分方程分類 | 无         | 无         | 有         | 无             |
| 常係數齊次方程的解 | 无         | 无         | 有         | 无             |
| 以待定系數法解常係數非齊次方程 | 无         | 无         | 有         | 无             |
| 一階微分方程組化為二階綫性微分方程 | 无         | 无         | 有         | 无             |
| 力學應用 |            |            |            |                |
| 用聯立方程、向量、純量及向量微積分、微分方程，解決涉及質點和剛體的機械系統力學問題。 | 无         | 无         | 有         | 无             |
| 數值分析 |            |            |            |                |
| 插值法和誤差估計 | 无         | 无         | 有         | 无             |
| 誤差的處理、估計及運算 | 无         | 无         | 有         | 无             |
| 函數的泰勒展開式及誤差估計 | 无         | 无         | 有         | 无             |
| 數值積分的梯形法則的誤差估計 | 无         | 无         | 有         | 无             |
| 森遜法則求數值積分及誤差估計 | 无         | 无         | 有         | 无             |
| 定點迭代法求方程數值解，收斂條件及誤差估計 | 无         | 无         | 有         | 无             |
| 牛頓法求方程數值解，收斂條件及誤差估計 | 无         | 无         | 有         | 无             |
| 正割法的推導和應用 | 无         | 无         | 有         | 无             |
| 試位法的推導和應用 | 无         | 无         | 有         | 无             |
| 分半法的應用（會考數學科） | 无         | 无         | 无         | 无             |
| 概率與統計 |            |            |            |                |
| 幾何分佈 | 无         | 无         | 无         | 有             |
| 獨立正態分布隨機變量的綫性組合 | 无         | 无         | 有         | 无             |
| 總體參數的最佳估計量條件：無偏及方差最小 | 无         | 无         | 有         | 无             |
| 假設檢驗，包括單尾及雙尾檢驗，零假設、備擇假設、顯著性水平、臨界點、臨界域、接受區域、否定區域 | 无         | 无         | 有         | 无             |
| I型及II型誤差的概率 | 无         | 无         | 有         | 无             |

## 報考及考评方式
在香港中學文憑試，应考數學科延伸部分单元一或单元二的考生均需要完成一份试卷，作答八至十二道短題目、三至五道長題目（不设选答题），限时兩小時三十分鐘，考试时可以使用电子计算器。數學科延伸部分并不是一个独立科目，但在文憑試会独立評級，考生的文憑試成績表上会同时印有數學必修部份等級和延伸部分等級。然而考評局不將延伸部分視作額外一科，這兩部分成績是印在成績通知書及證書的同一行中，進行統計時也是取兩部分的較高等級者作為數學科成績。
教育局稱為了吸引更多學生選修延伸部分，及照顧「數學能力稍遜」學生，從2027年文憑試起，甲部短題目將會改為「簡易短題目」，題目將比較直接，主要是基本運算和常規程序，沒有繁複運算。
如應考數學科延伸部分，需要報考數學科必修部分及選擇延伸單元一或二。而考試科目費用只會收取必修部分的價錢，而應考語言與必修部分相同。
數學科延伸部分的评等方法如同其他科目，等级分为5**（最高等级）、5*、5、4、3、2、1（最低等级）、U（不予评级）。

## 修读情况
2011/12学年，香港分别有81%和77%的中学为高中学生提供延伸部分单元一和单元二；2015/16学年，只有59%的中学提供单元一课程，70%的中学提供单元二课程。有些中学顾虑到学习數學科延伸部分较为吃力，因此引导高中学生专注于必修部分，以节省资源与时间。在首届文凭试（2012年），有22.9%的考生修读數學科延伸部分；到了2016年，只有13.9%的考生修读延伸部分，这个比率较不少已发展地区为低。
數學科延伸部分的退修情況显著，比很多传统高中学科还要严重；在2015/16学年，近三千名学生在升上中五（高中二年级）后退修延伸部分，超过原先修读人数的一半，当中以单元一的退修人数较高。

## 与本科收生的关系
數學科延伸部分是为计划在大专修讀工程、科學或商业相关學科的学生而设，选择单元一的学生通常有意攻读統計或商科，选择单元二的学生则通常有意攻读工程、精算或理科。
在首届文凭试（2012年），香港八所公立大學（简称“八大”）的200多个课程当中，只有工程學系6个课程明确把數學科延伸部分视为特定选修科、9个课程明确把延伸部分列为收生要求，亦有工程科系对修读延伸部分的考生给予加分或优先考虑，一些科系则含糊地表示会对有修读的考生“给予优势”，當中香港科技大學最先視M1M2為平等選修科。到了2016年，八所公立大學当中，有四所大学在判定学生是否符合入學要求时会把數學科延伸部分视为選修科目，其他大學只在个别本科课程收生时承認數學科延伸部分。此外，不同大专院校及科系考虑數學科延伸部分的办法各有不同，例如：
- 有些科系会建议（但不硬性要求）修读延伸部分；有的把修读延伸部分列为硬性的附带要求；有的优先考虑有修读的考生[34]。
- 有些科系会在计算入学分数时提高數學科延伸部分的占分比重[30]。
- 有些大学会视乎考生在其他科目的成绩，如果一名考生在數學科延伸部分的成绩比他最佳的选修科目成绩还要高，就会把延伸部分纳入计算[35]。
- 香港大學李嘉誠醫學院会视乎考生在数学必修部分的成绩，如果一名考生在延伸部分的成绩比必修部分更好，就会纳入计算[36]。

香港以外的大学也会考虑香港学生有否修读數學科延伸部分，所以有些学生即使在文凭试考获优秀成绩，却可能因为没有修读延伸部分而不被海外知名大学取录。有些海外大学的个别科系要求香港学生必须在延伸部分取得一定等级，才会考虑收生；有些大学则只把數學科必修部分视为半个科目的程度，即使考生在必修部分得到最高等级，亦会被换算成较低分数。在英國大學及院校招生事務處的分數對照制度（修订于2017年9月），數學科必修部分、延伸部分各被视为半个数学科，如果考生在數學科必修部分取得某一等级，所得分数只相当于其他科目同一等级所得分数的一半；因此，如果文凭试考生没有修读延伸部分，即使在必修部分取得最高等级，也只会被换算为其他科目最高等级的一半分数，比其他科目的第四等级还要低。
而在2024年因應收生門檻調整，M1及M2在所有大專院校的學系也視作選修科。

## 評論

### 認同
2006年，高中新學制仍在諮詢階段時，新課程設計成員之一香港中文大學教授區國強，把數學科必修与延伸部分的设计形容为“十分聰明的安排”，认为这样可以为普通学生提供基本的数学训练，同时也提供进深的数学课程給「前頭30%」有能力的學生，且建議延伸部分內容應該定得更高更廣，適合他們的能力，以培養優秀數理人才，保持香港的競爭力，相比當時的高中課程「在考試主導之下，頂點訂得太低了，致使不少優良的學生錯過學習的機會」；但是，他批评学生不能同时选修单元一与单元二，因此无法同时学习统计与代数，有欠均衡。兩個單元按「出路主導和簡化思維」設計，視其只為「升讀『自然科學、電算、技術與工程』等類的預備」，錯誤地以為實用需統計和一些微積分，就成為單元一，而較理論者因代數和微積分內容較多，足夠填滿課時，就成為單元二，形成了兩個「妄顧學理」的單元。

### 延伸部分課程內容不完整
任教數學數十年，擔任數學督學近十年，曾經參與數學各科課程發展的資深教育工作者雷其昌，批評香港的中小學數學課程，無論課程內容深度和廣度都在走下坡，數學科延伸部分的課程內容狹窄和割裂。他指出由於制定課程過程是由上而下，須符合官方設定框架，包括課時和非選修科的限制，故不能涵蓋較全面的內容，弄至課程不倫不類。有大學朋友告訴他，發現很多大一學生好像不懂數學，擔心大學會中學化，例如學生雖然在延伸部分學過微積分，且在文憑試有不錯成績，卻不懂得三角函數的微積分。他認為這是教育改革主事者對教育缺乏遠見，以及一意孤行的長官意志所導致；因為制定教育改革時香港經濟衰退，官員為了削減開支，減少教師數目，而弄出奇怪的數學科延伸部分及合併科目，及限制選修科數。

### 反對地位降低，學生水平下跌，影響教學及科研
早在2004年，教育統籌局在10月首次公布「三三四」新高中改革後，立即被人指出數學科延伸部分不是獨立選修科的不合理之處。2004年11月初，教改公布不到一個月，教育評議會「高中學制及課程改革」工作小組便質疑教統局，把有許多考生的各科高等數學合併到一科數學科，反而高考僅有一百餘個考生的英語文學科，卻獲保留，科目合併沒有準則，此舉勢必損害香港學生的數學水平。小組建議新高中應增加選修科數目，並設「數學」和「高等數學」兩科。教統局局長李國章回應教評會建議時說「面對知識爆炸，毋須科科學，科目多不等如好，教學生懂得怎樣學習，學會搜集和分析資料才重要」。2006年，教育評議會副主席，負責奧林匹克數學培訓的許為天評論指出，舊制會考和高考共設有五科數學，會考附加數學科及高考純粹數學科和數學與統計科，各科的報考人數分別比會考及高考中國文學科多一倍，比會考及高考英語文學科更多出超過20倍。這個基礎使香港學生的數學水平得以居世界前列，例如香港隊在2006年的中國西部數學奧林匹克首次獲得第一名。可是新高中下，學生較少的中國文學科和英語文學科，仍為獨立的選修科目，反而較高級數學卻不能繼續成為獨立科目，令數學好的學生，要在必修科和較高級數學之外，再應付另外兩三科選修科，加重負擔。
中文大學數學課程專家黃毅英指出，新學制被通識科佔用大量課時，擠壓了其他學科的課時。他指出新制下修讀核心加一個延伸單元的中六學生，其知識只相當於舊制修讀附加數學的中五學生；即使核心加上兩個延伸單元，仍然不及舊制的中七學生。他又指出大學將需要為新制學生補回很多基礎課程，社會要預期新制的大學畢業生水平下降。2007年，曾獲行政長官數學卓越教學獎，擔任香港小學及初中奧數隊總教練的資深數學教師吳重振也指出，香港數學課程跟從外國潮流愈趨淺易（中小學數學課程遭大幅刪減），新高中更取消各高級數學選修科，可以預見香港學生的數學水平將每況愈下。
自新高中實行後，數學科延伸部分在香港教育界更加備受爭議，香港科學院等批評者認為此科地位低於昔日之「香港中學會考附加數學科」，不吸引高中學生，课程安排也有不当，令修读人数甚少，影响大學新生之数学程度，從以影響科研人才培訓。香港科學院在2016年12月發表《科學、科技和數學教育與香港創新科技的發展》報告，批評香港高中學制輕視高等數學，造成香港STEAM教育斷層；報告提出，大學收生時大多不考慮數學科延伸部分，令高中學生缺乏誘因修讀，加上課程困難、課時不足，造成少人修讀的情況。舊學制下修讀附加數學科的比率為25%，而文憑試修讀數學科延伸部分的學生，由2012年的23%下跌至2016年的14%，比率遠低於鄰近國家和地區修讀高等數學科的中學生（按報告數據，新加坡和新西蘭有40%，日本、韓國和台灣地區更達57%－80%）。
國際知名數學家丘成桐，批評香港中學數學教育，不把微積分列入必修科課程中。他指出中國內地和美國許多中學，都會把微積分列入高中的必修科，因為微積分在近代數學中有重要地位，促成了多個數學領域誕生，並且在物理學、工程、商業等領域有實際應用。他指出香港中學教育不重視微積分，將會使香港難以在數學和科技領域達至世界先進水平，浪費香港的頂尖學生。他又批評香港推行「平等教育」，課程趨向淺易，使得許多有能力的學生「吃不飽」，是對他們的「不平等」。
教育評議會創會會員、物理暨通識教育教师黃冬柏认为，在新高中的数学教育情况下，高中物理科、经济科、资讯及通讯科技科等科目的教学会因学生数学水平下降而出现困难，而且很多高中毕业生的数学能力不足，日后在本科学习时面对巨大学习难题。前任香港立法會主席、前数学教师曾鈺成认为，就培养STEM（科學、技術、工程、數學）人才而言，香港高中学生選修数学与理科的情况令人担忧。香港中文大學工程學院高层指出，不修读數學科延伸部分的高中毕业生难以应付工程科系所需，导致工程學院要为约五分之一新生补救高等数学基础。
中學校長，前電腦及數學科教師楊佩珊，也指出中學數學教育出現問題。她聽到大學授課朋友訴苦，現在的中學畢業生數理根底薄弱，能力明顯不如以往的學生，當在大學課堂上用到微積分或統計時，學生很難理解，師生均要付出多倍的時間精力，補上課程所需的數學知識。港生往內地大學升學也有同樣困難，學生若只讀必修部分，即使成績達到5級，也僅僅是內地大學新生的基礎水平，難以應付理工及數學等專業的數學要求，有內地負責招收香港學生的單位，因此為預備入讀的香港學生，開設高等數學補底班，以免「輸在起跑線」。
2024年，有教授高中數學的老師指香港與鄰近地區如台灣的數學水平差距越來越大。

### 建議重新規劃數學課程
2017年，香港的兩個數學教育專業團體——香港數學教育學會及香港數理教育學會，對教育局課程發展處數學教育組的數學課程修訂諮詢，提交聯署意見書，當中包括高中數學課程重新規劃的建議，將必修的數學科，分為統計組和進階數學組，以及重新設立純粹數學科及應用數學科為選修科，以上三科各計劃240小時課時。教育局數學教育組沒有對意見書作出任何正式回應。
| 數學科                                         | 數學科         | 純粹數學科                                     | 應用數學科                                                               |
| ---------------------------------------------- | -------------- | ---------------------------------------------- | ------------------------------------------------------------------------ |
| 核心部分                                       | 核心部分       | 高考純粹數學科的 代數範疇 微積分與解析幾何範疇 | 高考應用數學科的 向量與力學範疇 微分方程範疇 數值方法範疇 概率與統計範疇 |
| 會考數學科的 數與代數範疇 度量、圖形及空間範疇 |                | 高考純粹數學科的 代數範疇 微積分與解析幾何範疇 | 高考應用數學科的 向量與力學範疇 微分方程範疇 數值方法範疇 概率與統計範疇 |
| 統計組                                         | 進階數學組     | 高考純粹數學科的 代數範疇 微積分與解析幾何範疇 | 高考應用數學科的 向量與力學範疇 微分方程範疇 數值方法範疇 概率與統計範疇 |
| 會考數學科的 統計範疇 進一步應用單元           | 會考附加數學科 | 高考純粹數學科的 代數範疇 微積分與解析幾何範疇 | 高考應用數學科的 向量與力學範疇 微分方程範疇 數值方法範疇 概率與統計範疇 |

2018年，立法會議員田北辰，就香港學生數學水平急降，以致影響工程學院收生的問題，在立法會會議中，向教育局局長楊潤雄質詢。田議員指出中大工程學院因學生根基太差而要修改收生標準，有工程學院教授提議將數學科延伸部分改為一科「科學數學」，程度和以往高考純粹數學科相同，作為報讀工程學院的必修科。楊局長沒有正面回應問題。

## 統計數據
| 年份 | 必修部分 | 延伸部分       | 單元一        | 單元二        |
| ---- | -------- | -------------- | ------------- | ------------- |
| 2012 | 70163    | 15877 (22.63%) | 7650 (10.90%) | 8227 (11.73%) |
| 2013 | 69642    | 13025 (18.70%) | 6051 (8.69%)  | 6974 (10.01%) |
| 2014 | 65146    | 10319 (15.84%) | 4620 (7.09%)  | 5699 (8.75%)  |
| 2015 | 61044    | 8939 (14.64%)  | 3659 (5.99%)  | 5280 (8.65%)  |
| 2016 | 56013    | 7776 (13.88%)  | 3170 (5.66%)  | 4606 (8.22%)  |
| 2017 | 51106    | 7032 (13.76%)  | 2716 (5.31%)  | 4316 (8.45%)  |
| 2018 | 50537    | 7164 (14.18%)  | 2608 (5.16%)  | 4556 (9.02%)  |
| 2019 | 46906    | 6806 (14.51%)  | 2461 (5.25%)  | 4345 (9.26%)  |
| 2020 | 44438    | 6615 (14.89%)  | 2267 (5.10%)  | 4348 (9.78%)  |
| 2021 | 42303    | 6275 (14.83%)  | 2212 (5.23%)  | 4063 (9.60%)  |
| 2022 | 41492    | 6316 (15.22%)  | 2124 (5.12%)  | 4192 (10.10%) |
| 2023 | 41371    | 6259 (15.13%)  | 2117 (5.12%)  | 4142 (10.01%) |
| 2024 | 40787    | 7478 (18.33%)  | 2577 (6.32%)  | 4901 (12.02%) |

## 最年輕考獲5**的考生紀錄
2024年，一名9歲小學四年級學生，因曾在英國國際中學教育普通證書考試的數學科和附加數學科考獲最高的A*級成績，獲得考評局批准報考文憑試的數學科必修部分及延伸單元二。他在數學科延伸單元二取得5**成績，是自文憑試開考以來，在任何科目中取得此等級的最年輕考生，而他在數學科必修部分也考獲5*等級。他稱自己用了半年學習課程範圍和備試，覺得試卷非常容易。

## 另見
- 香港中學會考附加數學科
- 香港高級程度會考應用數學科
- 香港高級程度會考純粹數學科
- 香港高級補充程度會考數學與統計學

## 註解
1. ↑  將中學數學課程劃分為「基礎」和「非基礎」部分的做法，肇因於香港實行普及中學教育後，中學增加了大量數學能力低下的學生，難以應付中學數學，尤以第四和第五組別學生為最（其時中學生分為五個組別，第一組別成績最好，第五組別最差），1990年代，課程發展議會便將中一至中五的普通數學科課程，分為「剪裁」和「非剪裁」部分，將會考數學科試卷也分為兩部分，第一部分只考剪裁課程，佔總分三分之二，然而會考及高考的各個高級數學科目並無劃分課程。文憑試數學科必修部分繼續沿用這種劃分。
2. ↑  高級程度應用數學科試卷一理論力學部份，其下再分為運動學、靜力學和動力學，注重對複雜的力學系統的分析和計算，涉及求解多條聯立方程式，及使用微積分和常微分方程等數學方法，其深度和廣度，均明顯高於避免使用微積分的高級程度物理科的力學部份，難度亦高於應用數學科試卷二的統計學與數值方法部份。（高級補充程度應用數學科只涵蓋高級程度的試卷二）其對應於英制高級程度考試的力學數學科。歷史上，直至1964年，港大入學試高級程度應用數學科兩卷，各為8選7條長題目，當中15題為力學題，僅有卷二1題為統計題；其後統計題雖漸次增加，但至1982年，兩卷各8選6長題目，仍僅有卷二4題為統計題，其他悉為力學題；自1983年起，才將卷一作為力學卷，卷二則作為統計卷，不再設力學題。
3. ↑  香港英文中學會考的中文科1973年以前有文學卷，直至1974年才分出中國文學科；英文科1965年以前也有考問指定文學作品的「普通讀本」卷（General Reading）。
4. ↑  他不符合一般自修生報考資格：年滿19歲，或正就讀與中六同等的課程，或為往年考生。因此，他不能直接報考香港的文憑試，須先報考國際試，再以其成績向考評局申請。